# Ujkovice
Obec Ujkovice (dříve a v místním nářečí Hejkovice, německy Hejkowitz) se nachází v okrese Mladá Boleslav, kraj Středočeský. Rozkládá se asi šestnáct kilometrů východně od Mladé Boleslavi. Žije zde 118 obyvatel.

## Historie
První písemná zmínka o obci pochází z roku 1088. Původní název obce zněl Hejkovice, a tato varianta je stále používána mezi starousedlíky.

## Obecní správa
V letech 1850–1910 k obci patřily Prodašice.

### Územněsprávní začlenění
Dějiny územněsprávního začleňování zahrnují období od roku 1850 do současnosti. V chronologickém přehledu je uvedena územně administrativní příslušnost obce v roce, kdy ke změně došlo:
- 1850 země česká, kraj Jičín, politický okres Jičín, soudní okres Libáň;[5]
- 1855 země česká, kraj Jičín, soudní okres Libáň;[5]
- 1868 země česká, politický okres Jičín, soudní okres Libáň;[5]
- 1939 země česká, Oberlandrat Jičín, politický okres Jičín, soudní okres Libáň;[6]
- 1942 země česká, Oberlandrat Hradec Králové, politický okres Jičín, soudní okres Libáň;[7]
- 1945 země česká, správní okres Jičín, soudní okres Libáň;[8]
- 1949 Hradecký kraj, okres Jičín;[9]
- 1960 Středočeský kraj, okres Mladá Boleslav.[10]

## Společnost
V obci Ujkovice (328 obyvatel) byly v roce 1932 evidovány tyto živnosti a obchody: Lesní družstvo, 2 hostince, kovář, mlýn, rolník, obchod se smíšeným zbožím, 2 trafiky.

## Doprava
Silniční doprava
Obcí prochází silnice II/279 Svijany - Dolní Bousov - Ujkovice - Mcely.
Železniční doprava
Železniční trať ani stanice na území obce v současné době nejsou. Nejblíže obci je železniční stanice Dolní Bousov ve vzdálenosti 9 km ležící na trati Mladá Boleslav – Stará Paka a na trati Bakov nad Jizerou – Kopidlno.
V minulosti Ujkovicemi vedla železniční trať Dětenice – Dobrovice. Zrušená železniční trať byla jednokolejná místní, původně soukromá trať, majitelem byl hrabě Thurn-Taxis. Nákladní doprava byla zahájena roku 1883, osobní doprava roku 1902. Trať byla zestátněna roku 1908. Přepravní zatížení trati vlaky pro cestující bylo minimální, jednalo o 2 páry osobních vlaků denně. Osobní doprava byla zastavena roku 1970, trať zrušena roku 1974.
Autobusová doprava
V obci zastavovaly v pracovních dnech června 2011 autobusové linky Mladá Boleslav-Prodašice-Rožďalovice (1 spoj tam i zpět) a Mladá Boleslav-Dobrovice-Prodašice (8 spojů tam, 7 spojů zpět) (dopravce TRANSCENTRUM bus, s.r.o.).

## Pivovar
V roce 2011 byl v prostorách bývalého nádraží zřízen minipivovar, kde sládek Marek Havlas vyrábí pivo značky Slepý krtek.